# Centella
Centella is een geslacht uit de schermbloemenfamilie (Apiaceae). De soorten komen voor in de (sub)tropen van de oude en de nieuwe wereld.

## Soorten
- Centella abbreviata (A.Rich.) Nannf.
- Centella affinis (Eckl. & Zeyh.) Adamson
- Centella annua M.T.R.Schub. & B.-E.van Wyk
- Centella asiatica (L.) Urb.
- Centella brachycarpa M.T.R.Schub. & B.-E.van Wyk
- Centella caespitosa Adamson
- Centella calcaria M.T.R.Schub. & B.-E.van Wyk
- Centella callioda (Cham. & Schltdl.) Drude
- Centella capensis (L.) Domin
- Centella cochlearia (Domin) Adamson
- Centella comptonii Adamson
- Centella cordifolia (Hook.f.) Nannf.
- Centella coriacea Nannf.
- Centella cryptocarpa M.T.R.Schub. & B.-E.van Wyk
- Centella debilis (Eckl. & Zeyh.) Drude
- Centella dentata Adamson
- Centella didymocarpa Adamson
- Centella difformis (Eckl. & Zeyh.) Adamson
- Centella dolichocarpa M.T.R.Schub. & B.-E.van Wyk
- Centella erecta (L.f.) Fernald
- Centella eriantha (A.Rich.) Drude
- Centella flexuosa (Eckl. & Zeyh.) Drude
- Centella fourcadei Adamson
- Centella fusca (Eckl. & Zeyh.) Adamson
- Centella glabrata L.
- Centella glauca M.T.R.Schub. & B.-E.van Wyk
- Centella graminifolia Adamson
- Centella gymnocarpa M.T.R.Schub. & B.-E.van Wyk
- Centella laevis Adamson
- Centella lanata Compton
- Centella lasiophylla Adamson
- Centella linifolia (L.f.) Drude
- Centella longifolia (Adamson) M.T.R.Schub. & B.-E.van Wyk
- Centella macrocarpa (A.Rich.) Adamson
- Centella macroda (Spreng.) B.L.Burtt
- Centella montana (Cham. & Schltdl.) Domin
- Centella obtriangularis Cannon
- Centella pilosa M.T.R.Schub. & B.-E.van Wyk
- Centella pottebergensis Adamson
- Centella recticarpa Adamson
- Centella restioides Adamson
- Centella rupestris (Eckl. & Zeyh.) Adamson
- Centella scabra Adamson
- Centella sessilis Adamson
- Centella stenophylla Adamson
- Centella stipitata Adamson
- Centella ternata M.T.R.Schub. & B.-E.van Wyk
- Centella thesioides M.T.R.Schub. & B.-E.van Wyk
- Centella tridentata (L.f.) Drude ex Domin
- Centella triloba (Thunb.) Drude
- Centella tussilaginifolia (Baker) Domin
- Centella umbellata M.T.R.Schub. & B.-E.van Wyk
- Centella villosa L.
- Centella virgata (L.f.) Drude

... · 
Aciphylla · 
Actinotus · 
Aegopodium · 
Aethusa · 
Ammi (Akkerscherm) · 
Anethum · 
Angelica (Engelwortel) · 
Anisotome · 
Anthriscus (Kervel) · 
Apium (Moerasscherm) · 
Artedia · 
Astrantia (Sterrenscherm) · 
Athamanta · 
Azorella · 
Berula · 
Bifora · 
Bunium · 
Bupleurum (Goudscherm) · 
Carum (Karwij) · 
Caucalis · 
Chaerophyllum (Ribzaad) · 
Cicuta · 
Conium · 
Conopodium · 
Coriandrum · 
Crithmum · 
Cuminum · 
Daucus · 
Eryngium (Kruisdistel) · 
Falcaria · 
Ferula · 
Foeniculum · 
Heracleum (Berenklauw) · 
Levisticum · 
Myrrhis · 
Oenanthe (Torkruid) · 
Orlaya · 
Pastinaca (Pastinaak) · 
Petroselinum (Peterselie) · 
Peucedanum (Varkenskervel) · 
Pimpinella (Bevernel) · 
Pycnocycla ·
Sanicula · 
Scandix · 
Selinum · 
Silaum · 
Sium · 
Smyrnium (Zwarte kervel) · 
Steganotaenia · 
Thapsia · 
Thaspium · 
Thecocarpus · 
Tiedemannia · 
Tilingia · 
Torilis (Doornzaad) · 
Xanthosia · 
...